# سمكة أحادية الأصبع
سمكة أحادية الأصبع أو سمكة قمرية أو قيصان (الاسم العلمي: Monodactylus)، جنس أسماك من فصيلة أسماك أحادية الأصبع توجد في المياه المسوسة والبحر من شرق المحيط الأطلسي، عبر المحيط الهندي إلى غرب المحيط الهادئ.